# Sandoy (eiland)

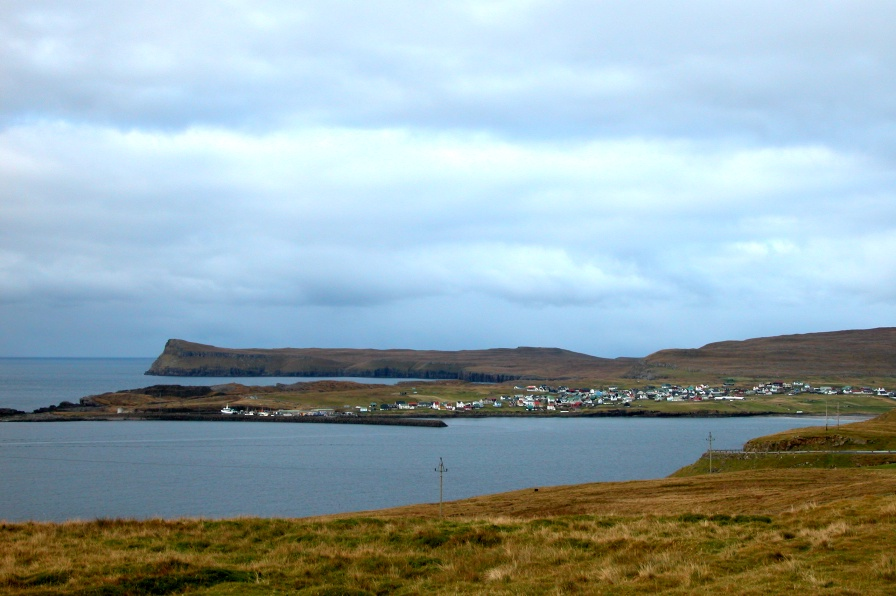
Zicht op Sandur aan de baai Sandsvágur

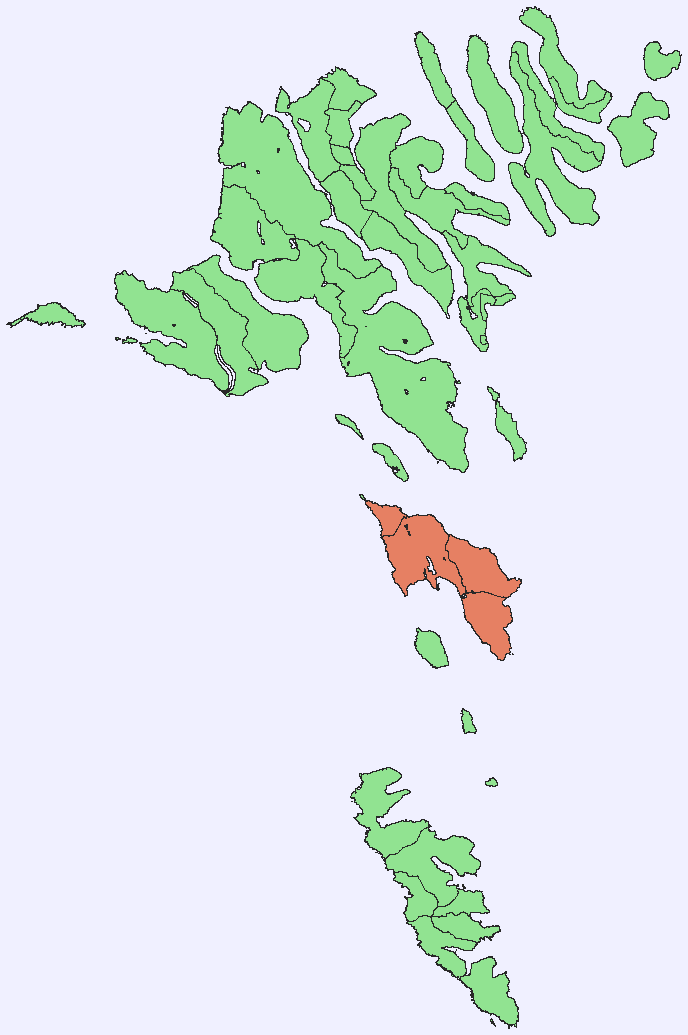
Ligging van Sandoy

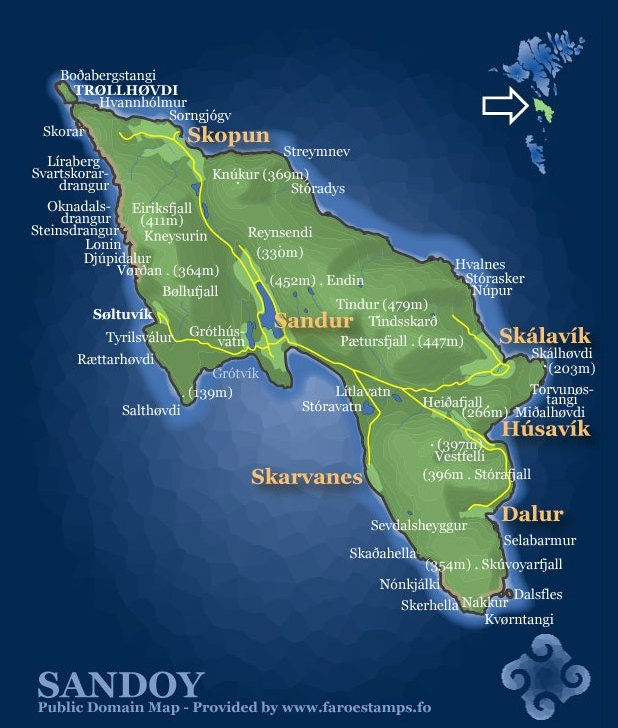
Kaart van Sandoy

Sandoy (Deens Sandø) is een eiland dat behoort tot de Faeröer. De oppervlakte is 125km². In 2011 telde het 1313 inwoners. De meeste hiervan woonden in het dorp Sandur; een ander dorp op Sandoy is Skarvanes. Het eiland is vernoemd naar zand, het is het enige eiland van de Faroër dat duinen heeft. Sandur wordt voor de Faeoër beschouwd als het beste eiland voor landbouw. Er worden onder andere aardappels verbouwd.

## Transport
Als het weer het toelaat, wordt een bootverbinding op Stóra Dímun onderhouden. In februari 2014 werd politieke overeenstemming bereikt om de Sandoyartunnilin (Sandoytunnel) te bouwen. Deze zal het eiland Sandoy verbinden met de rest van de Faeröer. Naar verwachting zal de tunnel in 2021 opgeleverd worden, waarna de veerbootroute Teistin, die tussen Gamlarætt en Skopun wordt onderhouden, zal worden gesloten.

## Dorpen

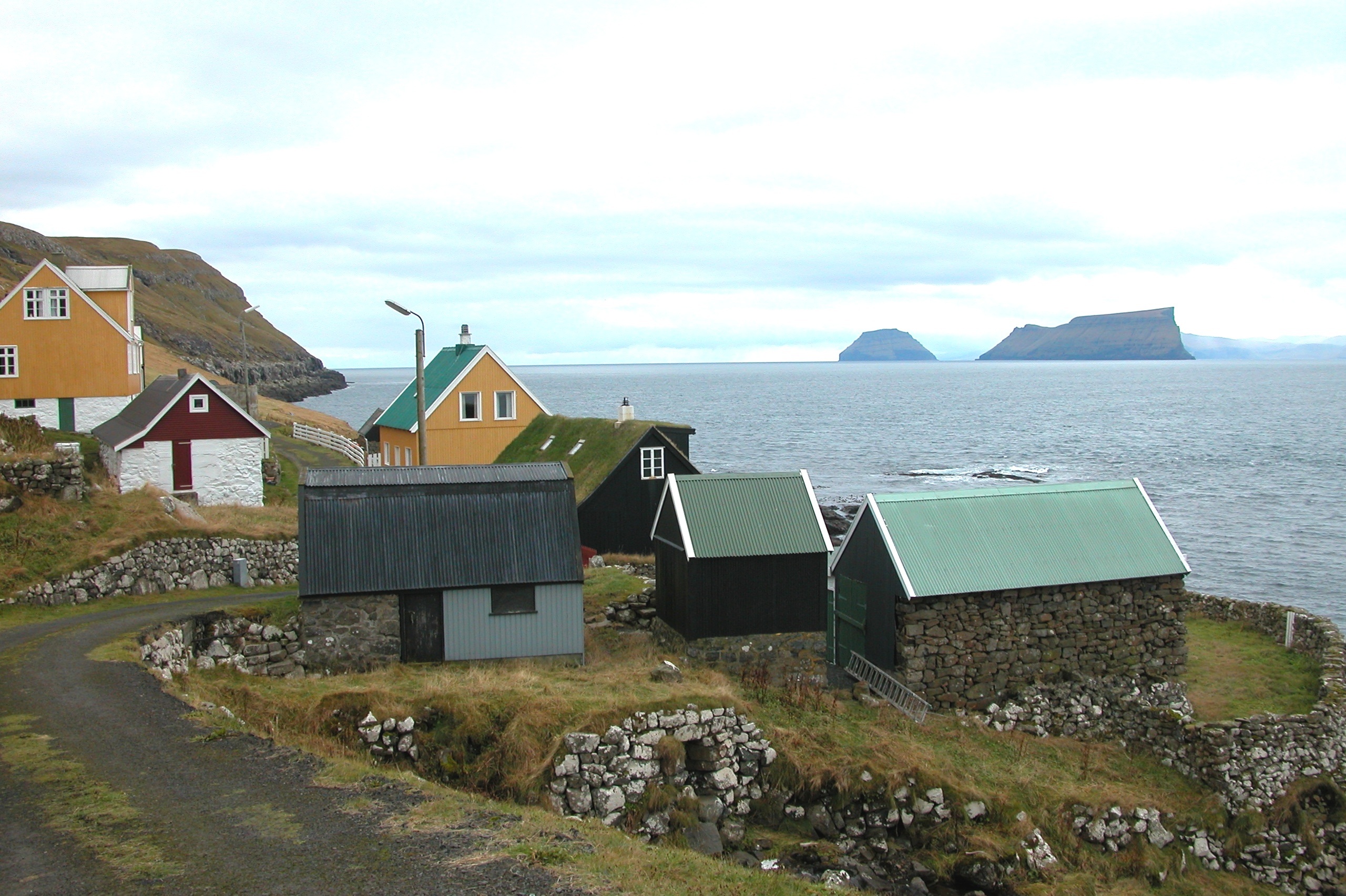
Skarvanes

- Dalur
- Húsavík (Faeröer)
- Sandur
- Skarvanes
- Skálavík
- Skopun